# Gunhild Paehr
Gunhild Paehr (* 14. Oktober 1928 in Flensburg; † 15. Dezember 1968 in Berlin) war eine deutsche Schauspielerin, die auch als Schriftstellerin und hierbei vor allem als Kinder- und Jugendbuchautorin in Erscheinung trat. Außerdem verfasste sie Kinderhörspiele.

## Leben
Gunhild Paehr wurde am 14. Oktober 1928 in Flensburg geboren und war bereits in jungen Jahren als Schauspielerin aktiv. So wirkte sie unter anderem am Heimatfilm Am Abend auf der Heide aus dem Jahr 1941 mit. Ebenfalls in den 1940er Jahren veröffentlichte sie erste literarische Werke, so etwa 1948 den Roman Ein Tag sagt es dem anderen (Dressler Verlag). Spätestens ab den 1950er Jahren verfasste sie Kinderhörspiele und Kinderbücher. Über den Oetinger-Verlag erschien 1960 das Kinderbuch Am 6.6. 6 Uhr 6, zu dem Jochen Bartsch die Illustrationen beisteuerte. Nur ein Jahr wurde über denselben Verlag Das Wirtshaus zum Schwarzen Kater publiziert; abermals trat Bartsch als Illustrator in Erscheinung. Einige Jahre später war es Rüdiger Stoye, der bei Paehrs im Jahre 1966 erschienenen Buch Die Waldleute (Oetinger-Verlag) die Illustrationen schuf. Margret Rettich wiederum zeigte sich für die Illustrationen im Buch Der Mann aus Mohrenland & Nikolaus ist ein guter Mann, das in einer kleinen Auflage von 2.500 Exemplaren für die Freunde des Oetinger-Verlages erschien, aber nie in den Verkauf bzw. Handel kam, verantwortlich.
Am 15. Dezember 1968 starb Paehr im Alter von 40 Jahren. Näheres über ihr Ableben ist nicht bekannt.
In der Reihe der Ravensburger Taschenbücher kam einige Jahre nach Paehrs Tod die Sammlung Das Wirtshaus zum Schwarzen Kater und Die Prinzessin die nicht erlöst werden wollte im  Otto Maier Verlag Ravensburg heraus.

## Filmografie
- 1941: Am Abend auf der Heide

## Werke (Auswahl)

### Kinder- und Jugendbücher
- 1948: Ein Tag sagt es dem anderen (Roman)
- 1960: Am 6.6. 6 Uhr 6 (Kinderbuch)
- 1961: Das Wirtshaus zum Schwarzen Kater (Kinderbuch)
- 1966: Die Waldleute (Kinderbuch)
- 1968: Der Mann aus Mohrenland & Nikolaus ist ein guter Mann (Kinderbuch)
- 1975: Das Wirtshaus zum Schwarzen Kater und Die Prinzessin, die nicht erlöst werden wollte (Sammlung)

### Hörspiele
- 1952: Der Schneemann, der im Wege stand – Regie: Heinz Schimmelpfennig (Kinderhörspiel – SWF)
- 1960: Der Krug zum schwarzen Kater. Hörspiel mit Musik – Regie: Harry Schweizer (Hörspielbearbeitung, Kinderhörspiel – SDR)
- 1960: Der Mann, der einen Schluck zu viel getrunken hatte. Aus Grimms „Irischen Märchen“ – Regie: Lothar Schluck (Kinderhörspiel – SWF)
- Die Geschichte vom Ziegenpeter in der Schallplattenreihe Märchenhafte Kindergeschichten des Plattenlabels Topas
- Eine feenhafte Geschichte in der Schallplattenreihe Märchenhafte Kindergeschichten des Plattenlabels Topas
- Die Prinzessin, die nicht erlöst werden wollte in der Schallplattenreihe Märchenhafte Kindergeschichten des Plattenlabels Topas